# Konvergenz im p-ten Mittel
Die Konvergenz im p-ten Mittel und die beiden Spezialfälle der Konvergenz im quadratischen Mittel und der Konvergenz im Mittel sind Konvergenzbegriffe aus der Maßtheorie und der Wahrscheinlichkeitstheorie, zwei Teilgebieten der Mathematik. In der Maßtheorie ist sie grundlegend für die Konvergenz von Funktionenfolgen in den Funktionenräumen der p-fach integrierbaren Funktionen, den {\displaystyle {\mathcal {L}}^{p}} und {\displaystyle L^{p}}-Räumen, in der Wahrscheinlichkeitstheorie ist sie neben der fast sicheren Konvergenz, der Konvergenz in Verteilung und der stochastischen Konvergenz einer der gängigen Konvergenzbegriffe.
Teilweise wird die Konvergenz im p-ten Mittel zur Abgrenzung von der schwachen Konvergenz in {\displaystyle L^{p}} und {\displaystyle {\mathcal {L}}^{p}} auch als starke Konvergenz in {\displaystyle L^{p}} beziehungsweise {\displaystyle {\mathcal {L}}^{p}} oder Normkonvergenz in {\displaystyle {\mathcal {L}}^{p}} beziehungsweise {\displaystyle L^{p}} bezeichnet.

## Definition

### Maßtheoretische Formulierung
Gegeben sei ein Maßraum {\displaystyle (X,{\mathcal {A}},\mu )}, eine reelle Zahl {\displaystyle p\in (0,\infty )} und der entsprechende Funktionenraum {\displaystyle {\mathcal {L}}^{p}(X,{\mathcal {A}},\mu )}, kurz mit {\displaystyle {\mathcal {L}}^{p}} bezeichnet.
Des Weiteren sei eine Funktionenfolge {\displaystyle (f_{n})_{n\in \mathbb {N} }} aus {\displaystyle {\mathcal {L}}^{p}} gegeben sowie eine weitere Funktion {\displaystyle f\in {\mathcal {L}}^{p}}. Definiert man
{\displaystyle \|f\|_{{\mathcal {L}}^{p}}=\left(\int |f(x)|^{p}\,d\mu (x)\right)^{1/p}},
so heißt die Funktionenfolge konvergent im p-ten Mittel gegen {\displaystyle f}, wenn
{\displaystyle \lim _{n\to \infty }\|f_{n}-f\|_{{\mathcal {L}}^{p}}=0}
ist. Ist {\displaystyle p=2}, so spricht man von Konvergenz im quadratischen Mittel. Ist {\displaystyle p=1}, so spricht man von Konvergenz im Mittel.
Ebenso definiert man die Konvergenz von {\displaystyle (f_{n})_{n\in \mathbb {N} }\in L^{p}(X,{\mathcal {A}},\mu )} gegen {\displaystyle f\in L^{p}(X,{\mathcal {A}},\mu )}.

### Wahrscheinlichkeitstheoretische Formulierung
Gegeben sei eine Folge von Zufallsvariablen {\displaystyle (X_{n})_{n\in \mathbb {N} }} und eine weitere Zufallsvariable {\displaystyle X}. Es gelte {\displaystyle \operatorname {E} (|X|^{p})<\infty } und {\displaystyle \operatorname {E} (|X_{n}|^{p})<\infty } für alle {\displaystyle n\in \mathbb {N} }.
Die Folge {\displaystyle (X_{n})_{n\in \mathbb {N} }} konvergiert im p-ten Mittel gegen {\displaystyle X}, wenn
{\displaystyle \lim _{n\to \infty }\operatorname {E} (|X_{n}-X|^{p})=0}
ist. Man schreibt dann {\displaystyle X_{n}{\xrightarrow[{}]{{\mathcal {L}}^{p}}}X}.
Wie im maßtheoretischen Fall spricht man für {\displaystyle p=2} von Konvergenz im quadratischen Mittel, für {\displaystyle p=1} spricht man von Konvergenz im Mittel.

## Eigenschaften
- Für Funktionen {\displaystyle f\in {\mathcal {L}}^{p}} ist der Grenzwert nur {\displaystyle \mu }-fast überall bestimmt, da aus {\displaystyle \|f\|=0} nur {\displaystyle f=0} {\displaystyle \mu }-fast überall folgt. Für {\displaystyle f\in L^{p}} ist der Grenzwert eindeutig.
- Für {\displaystyle p\in [1,\infty )} bildet {\displaystyle \|f\|_{p}} auf {\displaystyle {\mathcal {L}}^{p}} aufgrund der obigen Aussage eine Halbnorm. Auf {\displaystyle L^{p}} handelt es sich dann um eine Norm. Für {\displaystyle p\in (0,1)} gilt dies jedoch nicht, da hier die Dreiecksungleichung (in diesem speziellen Fall die Minkowski-Ungleichung) nicht mehr gilt. Allerdings lässt sich durch

{\displaystyle d(f,g):=\|f-g\|_{p}^{p}}
eine Metrik definieren, für die
{\displaystyle \|f+g\|_{p}^{p}\leq \|f\|_{p}^{p}+\|g\|_{p}^{p}}
gilt.

## Eigenschaften für unterschiedliche Parameterp
Es sei {\displaystyle 0<p<p^{*}<\infty }. Für endliche Maßräume folgt aus der Konvergenz im {\displaystyle p^{*}}-ten Mittel die Konvergenz im p-ten Mittel. Denn es gilt
{\displaystyle \|f\|_{p}\leq \mu (X)^{1/p+1/p^{*}}\|f\|_{p^{*}}},
die im p-ten Mittel konvergente Folge wird also von der im {\displaystyle p^{*}}-ten Mittel konvergenten Folge majorisiert. Die obige Ungleichung folgt aus der Hölder-Ungleichung, angewandt auf die Funktionen {\displaystyle |f|^{p}} und {\displaystyle 1} mit Exponenten {\displaystyle r={\tfrac {p^{*}}{p}},s=(1-1/r)^{-1}}.
Die Aussage ist aber im Allgemeinen falsch. Betrachtet man beispielsweise für reelles {\displaystyle k} auf {\displaystyle (\mathbb {R} ,{\mathcal {B}}(\mathbb {R} ),\lambda )} die Funktionenfolge
{\displaystyle f_{n}(x):=n^{k}\chi _{[0,n]}},
so ist
{\displaystyle \|f_{n}\|_{p}=n^{k+{\tfrac {1}{p}}}}
und somit
{\displaystyle \lim _{n\to \infty }\|f_{n}\|_{p}={\begin{cases}\infty &{\text{falls }}p<-{\tfrac {1}{k}}\\0&{\text{falls }}-{\tfrac {1}{k}}<p\end{cases}}}
Der Umkehrschluss, also von der Konvergenz im p-ten Mittel zur Konvergenz im {\displaystyle p^{*}}-ten Mittel ist sowohl im Falle eines endlichen Maßes als auch im Allgemeinen falsch. Beispiel hierfür wäre die Funktionenfolge auf {\displaystyle ([0,1],{\mathcal {B}}([0,1]),\lambda )} definiert durch
{\displaystyle f_{n}(x):=n^{k}\chi _{[0,{\tfrac {1}{n}}]}}
Wie oben ist dann
{\displaystyle \|f_{n}\|_{p}=n^{k-{\tfrac {1}{p}}}{\text{ und }}\lim _{n\to \infty }\|f_{n}\|_{p}={\begin{cases}0&{\text{ falls }}p<{\tfrac {1}{k}}\\\infty &{\text{ falls }}{\tfrac {1}{k}}<p\end{cases}}}.

## Cauchy-Folgen
Eine Folge von Funktionen {\displaystyle (f_{n})_{n\in \mathbb {N} }} in {\displaystyle {\mathcal {L}}^{p}} (bzw. {\displaystyle L^{p}}) heißt eine Cauchy-Folge für die Konvergenz im p-ten Mittel, wenn zu jedem {\displaystyle \epsilon >0} ein Index {\displaystyle N} existiert, so dass
{\displaystyle \|f_{n}-f_{m}\|_{p}<\epsilon }
für alle {\displaystyle n,m\geq N}. Jede im p-ten Mittel konvergente Folge ist eine Cauchy-Folge. Denn für {\displaystyle p\in [1,\infty )} ist
{\displaystyle \|f_{n}-f_{m}\|_{p}=\|f_{n}-f+f-f_{m}\|_{p}\leq \|f_{n}-f\|_{p}+\|f_{m}-f\|_{p}},
für {\displaystyle p\in (0,1)} gilt dieselbe Ungleichung mit {\displaystyle \|\cdot \|_{p}^{p}}. Der Satz von Fischer-Riesz liefert die Umkehrung, also dass jede Cauchy-Folge konvergiert. Damit sind der {\displaystyle {\mathcal {L}}^{p}} und der {\displaystyle L^{p}} vollständige Räume.

## Beziehung zu Konvergenzbegriffen der Wahrscheinlichkeitstheorie
Allgemein gelten für die Konvergenzbegriffe der Wahrscheinlichkeitstheorie die Implikationen
{\displaystyle {\begin{matrix}{\text{Fast sichere}}\\{\text{Konvergenz}}\end{matrix}}\implies {\begin{matrix}{\text{Konvergenz in}}\\{\text{Wahrscheinlichkeit}}\end{matrix}}\implies {\begin{matrix}{\text{Konvergenz in}}\\{\text{Verteilung}}\end{matrix}}}
und
{\displaystyle {\begin{matrix}{\text{Konvergenz im}}\\p{\text{-ten Mittel}}\end{matrix}}\implies {\begin{matrix}{\text{Konvergenz in}}\\{\text{Wahrscheinlichkeit}}\end{matrix}}\implies {\begin{matrix}{\text{Konvergenz in}}\\{\text{Verteilung}}\end{matrix}}}.
Die Konvergenz im p-ten Mittel ist also einer der starken Konvergenzbegriffe der Wahrscheinlichkeitstheorie. In den unten stehenden Abschnitten sind die Beziehungen zu den anderen Konvergenzarten genauer ausgeführt.

### Konvergenz in Wahrscheinlichkeit
Aus der Konvergenz im p-ten Mittel folgt für {\displaystyle p>0} unmittelbar die Konvergenz in Wahrscheinlichkeit. Dazu wendet man die Markow-Ungleichung auf die Funktion {\displaystyle h=Y^{p}} an, die für {\displaystyle p>0} monoton wachsend ist, und die Zufallsvariable {\displaystyle Y=|X_{n}-X|} an. Dann folgt
{\displaystyle P(|X_{n}-X|\geq \epsilon )\leq {\frac {1}{\epsilon ^{p}}}\operatorname {E} (|X_{n}-X|^{p})},
was im Grenzwert gegen null geht. Die Umkehrung gilt im Allgemeinen nicht. Ein Beispiel hierfür ist: sind die Zufallsvariablen definiert durch
{\displaystyle P(X_{n}=e^{n\alpha })=e^{-n}=1-P(X_{n}=0)}
mit {\displaystyle \alpha >0}. Dann ist
{\displaystyle \operatorname {E} (|X_{n}|^{1})=e^{n(\alpha -1)}{\xrightarrow[{}]{n\to \infty }}0},
wenn {\displaystyle \alpha <1}. Also konvergiert die Folge für {\displaystyle \alpha \in (0,1)} im Mittel gegen 0. Für beliebiges {\displaystyle \epsilon \in (0,1)} ist aber
{\displaystyle P(|X_{n}|\geq \epsilon )=P(X_{n}=e^{n\alpha })=e^{-n}{\xrightarrow[{}]{n\to \infty }}0}. Also konvergiert die Folge für alle {\displaystyle \alpha } in Wahrscheinlichkeit gegen 0.
Ein Kriterium, unter dem die Konvergenz im p-ten Mittel aus der Konvergenz in Wahrscheinlichkeit gilt ist, dass eine Majorante {\displaystyle Y} mit {\displaystyle \operatorname {E} (|Y|^{p})<\infty } existiert, so dass {\displaystyle P(|X_{n}|\leq Y)=1} für alle {\displaystyle n} gilt. Konvergieren dann die {\displaystyle X_{n}} in Wahrscheinlichkeit gegen {\displaystyle X}, so konvergieren sie auch im p-ten Mittel gegen {\displaystyle X}. Allgemeiner lässt sich eine Verbindung zwischen der Konvergenz im p-ten Mittel und der Konvergenz in Wahrscheinlichkeit mittels des Konvergenzsatzes von Vitali und der gleichgradigen Integrierbarkeit im p-ten Mittel ziehen: Eine Folge konvergiert genau dann im p-ten Mittel, wenn sie gleichgradig integrierbar im p-ten Mittel ist und sie in Wahrscheinlichkeit konvergiert.

### Fast sichere Konvergenz
Im Allgemeinen folgt aus der Konvergenz im p-ten Mittel nicht die fast sichere Konvergenz. Betrachtet man beispielsweise eine Folge von stochastisch unabhängigen Zufallsvariablen mit
{\displaystyle P(X_{n}=1)=1-P(X_{n}=0)={\tfrac {1}{n}}},
so ist für alle {\displaystyle p>0}
{\displaystyle \operatorname {E} (|X_{n}|^{p})=P(X_{n}=1)={\tfrac {1}{n}}},
was gegen null konvergiert. Somit konvergieren die Zufallsvariablen im p-ten Mittel gegen 0. Sie konvergieren aber nicht fast sicher, wie mithilfe des zweiten Borel-Cantelli-Lemmas gezeigt werden kann.
Konvergiert allerdings eine Folge von Zufallsvariablen {\displaystyle (X_{n})_{n\in \mathbb {N} }} im p-ten Mittel gegen {\displaystyle X} und gilt
{\displaystyle \sum _{n=1}^{\infty }\operatorname {E} (|X_{n}-X|^{p})<\infty },
dann konvergiert die Folge auch fast sicher gegen {\displaystyle X}. Die Konvergenz muss also „schnell genug“ sein. (Alternativ kann man auch nutzen, dass bei Gültigkeit des Konvergenzsatz von Vitali die Konvergenz nach Wahrscheinlichkeit und die fast sichere Konvergenz zusammenfallen. Sind somit die Voraussetzungen dieses Satzes erfüllt, so folgt aus Konvergenz im p-ten Mittel die fast sichere Konvergenz, da aus der Konvergenz im p-ten Mittel automatisch die Konvergenz in Wahrscheinlichkeit folgt.)
Umgekehrt folgt aus der fast sicheren Konvergenz auch nicht die Konvergenz im p-ten Mittel. Betrachtet man beispielsweise auf dem Wahrscheinlichkeitsraum {\displaystyle ([0,1],{\mathcal {B}}([0,1]),{\mathcal {U}}_{[0,1]})} die Zufallsvariablen
{\displaystyle X_{n}(\omega )=n^{2}\cdot \mathbf {1} _{\left[0,{\tfrac {1}{n}}\right]}(\omega )},
so konvergiert diese für {\displaystyle \omega \in (0,1]} punktweise gegen 0 und damit auch ganz {\displaystyle [0,1]} fast sicher gegen 0 ({\displaystyle {\mathcal {U}}_{[0,1]}} bezeichnet hier die Gleichverteilung auf {\displaystyle [0,1]}).
so ist {\displaystyle \operatorname {E} (|X_{n}|^{p})=n^{2p-1}} und die Folge ist demnach unbeschränkt für alle {\displaystyle p\geq 1}, kann also nicht konvergieren.
Allerdings liefert der Satz von der majorisierten Konvergenz ein Kriterium, unter dem diese Folgerung korrekt ist. Konvergieren die {\displaystyle X_{n}} fast sicher und existiert eine Zufallsvariable {\displaystyle Y} mit {\displaystyle \operatorname {E} (\vert Y\vert ^{p})<\infty } und ist {\displaystyle X_{n}\leq Y} fast sicher, so konvergieren die {\displaystyle X_{n}} im p-ten Mittel gegen {\displaystyle X} und auch für {\displaystyle X} gilt {\displaystyle \operatorname {E} (\vert X\vert ^{p})<\infty }.

## Beziehung zu Konvergenzbegriffen der Maßtheorie

### Konvergenz lokal nach Maß
Nach dem Konvergenzsatz von Vitali ist eine Folge genau dann Konvergent im p-ten Mittel, wenn sie lokal nach Maß konvergent ist und gleichgradig integrierbar im p-ten Mittel ist.
Auf die gleichgradige Integrierbarkeit kann dabei nicht verzichtet werden, wie das folgende Beispiel verdeutlicht. Setzt man {\displaystyle p=1} und definiert die Funktionenfolge
{\displaystyle f_{n}=n^{2}\chi _{[0,1/n]}}.
auf dem Maßraum {\displaystyle ([0,1],{\mathcal {B}}([0,1]),\lambda |_{[0,1]})}, so konvergiert diese lokal nach Maß gegen 0, denn für {\displaystyle \varepsilon \in (0,1]} ist
{\displaystyle \lim _{n\to \infty }\lambda (\{n^{2}\chi _{[0,1/n]}\geq \varepsilon \})=\lim _{n\to \infty }{\frac {1}{n}}=0}.
Aber sie ist nicht gleichgradig integrierbar (im ersten Mittel), denn es ist
{\displaystyle \inf _{a\in [0,\infty )}\sup _{f\in (f_{n})_{n\in \mathbb {N} }}\int _{\{a<|f|\}}|f|\mathrm {d} \lambda =\infty }
Dem Konvergenzsatz von Vitali folgend ist sie auch nicht (im ersten Mittel) konvergent gegen 0, denn es ist
{\displaystyle \lim _{n\to \infty }\int _{[0,1]}|f_{n}|\mathrm {d} \lambda =\lim _{n\to \infty }n^{2}\cdot {\frac {1}{n}}=\infty }.
Ebenso wenig kann auf die Konvergenz lokal nach Maß verzichtet werden, denn wählt man {\displaystyle p=1} und den Maßraum {\displaystyle ([0,1],{\mathcal {B}}([0,1]),\lambda |_{[0,1]})}, so ist die Funktionenfolge, die durch
{\displaystyle f_{n}:={\begin{cases}\chi _{[0;1/2]}&{\text{ für }}n{\text{ gerade }}\\\chi _{(1/2;1]}&{\text{ für }}n{\text{ ungerade }}\end{cases}}}.
definiert wird gleichgradig integrierbar im ersten Mittel, da sie von der integrierbaren Funktion, die konstant 1 ist, majorisiert wird. Aufgrund ihres oszillierenden Verhaltens kann die Folge aber nicht lokal nach Maß konvergieren, denn für die Grundmenge und {\displaystyle \varepsilon <{\tfrac {1}{2}}} gibt es keine Funktion {\displaystyle f}, so dass {\displaystyle \lambda (\{f_{n}-f\leq \varepsilon \})} klein wird. Mit einem analogen Argument folgt dann auch, dass die Funktionenfolge nicht im ersten Mittel konvergiert.

### Konvergenz nach Maß
Aus der Konvergenz im p-ten Mittel folgt die Konvergenz nach Maß, denn es ist
{\displaystyle \mu (\{|f_{n}-f|\geq \varepsilon \})\leq {\tfrac {1}{\varepsilon ^{p}}}\int _{X}|f_{n}-f|^{p}\mathrm {d} \mu ={\tfrac {1}{\varepsilon ^{p}}}\Vert f_{n}-f\Vert _{p}^{p}}.
Nach dem Konvergenzsatz von Vitali ist die Konvergenz im p-ten Mittel äquivalent zur Konvergenz nach Maß und der gleichgradigen Integrierbarkeit im p-ten Mittel. Dabei kann weder auf die Konvergenz nach Maß noch auf die gleichgradige Integrierbarkeit verzichtet werden. Die Beispiele hierzu finden sich im Abschnitt „Konvergenz lokal nach Maß“.

### Punktweise Konvergenz μ-fast überall
Aus der punktweisen Konvergenz μ-fast überall folgt im Allgemeinen nicht die Konvergenz im p-ten Mittel. Ebenso folgt aus der Konvergenz im p-ten Mittel im Allgemeinen nicht die punktweise Konvergenz μ-fast überall.
Ein Beispiel hierfür ist die Funktionenfolge
{\displaystyle f_{n}(x)=n^{2}\chi _{[0,{\tfrac {1}{n}}]}(x)}.
auf dem Maßraum {\displaystyle ([0,1],{\mathcal {B}}([0,1]),\lambda )}. Sie konvergiert fast überall punktweise gegen 0, aber es ist
{\displaystyle \|f_{n}\|_{1}=n\;{\text{ und damit }}\lim _{n\to \infty }\|f_{n}\|_{1}=\infty }.
Betrachtet man umgekehrt die Folge von Intervallen
{\displaystyle (I_{n})_{n\in \mathbb {N} }=[0,1],[0,{\tfrac {1}{2}}],[{\tfrac {1}{2}},1],[0,{\tfrac {1}{3}}],[{\tfrac {1}{3}},{\tfrac {2}{3}}],[{\tfrac {2}{3}},1],[0,{\tfrac {1}{4}}],[{\tfrac {1}{4}},{\tfrac {2}{4}}],\dots }
und definiert die Funktionenfolge als
{\displaystyle f_{n}(x)=\chi _{I_{n}}(x)},
so ist {\displaystyle \lim _{n\to \infty }\|f_{n}\|_{1}=0}, da die Breite der Intervalle gegen 0 konvergiert. Die Folge konvergiert aber nicht fast überall punktweise gegen 0, da an einer beliebigen Stelle {\displaystyle x} jeder der Werte 0 und 1 beliebig oft angenommen wird.
Allerdings besitzt jede im p-ten Mittel konvergente Folge eine fast sicher konvergente Teilfolge mit demselben Grenzwert. Im obigen Beispiel könnte man beispielsweise Indizes {\displaystyle n_{k}} auswählen, so dass
{\displaystyle I_{n_{k}}=[0,{\tfrac {1}{m}}]}
für {\displaystyle m\in \mathbb {N} } ist. Dann konvergieren auch die {\displaystyle f_{n_{k}}} fast sicher punktweise gegen 0.
Ein Kriterium, unter dem aus der punktweisen Konvergenz μ-fast überall die Konvergenz im p-ten Mittel folgt, liefert der Satz von der majorisierten Konvergenz. Er sagt aus, dass wenn zusätzlich zur Konvergenz fast überall noch eine Majorante aus {\displaystyle {\mathcal {L}}^{p}} existiert, auch die Konvergenz im p-ten Mittel folgt.
Allgemeiner genügt es, wenn anstelle der Existenz einer Majorante nur die gleichgradige Integrierbarkeit der Funktionenfolge gefordert wird, denn aus der Konvergenz fast überall folgt die Konvergenz lokal nach Maß. Somit kann dann bei gleichgradiger integrierbarkeit im p-ten Mittel mittels des Konvergenzsatzes von Vitali auf die Konvergenz im p-ten Mittel geschlossen werden. Die Majorante ist aus dieser Perspektive bloß ein hinreichendes Kriterium für die gleichgradige Integrierbarkeit.

### Gleichmäßige Konvergenz μ-fast überall
Im Falle eines endlichen Maßraumes folgt aus der gleichmäßigen Konvergenz fast überall die Konvergenz im p-ten Mittel mit {\displaystyle p\in (0,\infty )}, denn mittels der Hölder-Ungleichung kann man zeigen, dass
{\displaystyle \|f\|_{p}\leq \mu (X)^{1/p}\|f\|_{_{\infty }}}.
gilt. Für nicht-endliche Maßräume ist dieser Schluss jedoch im Allgemeinen falsch. Definiert man die beispielsweise die Funktionenfolge
{\displaystyle f_{n}(x)={\tfrac {1}{n}}\chi _{[0,n]}(x)}
auf {\displaystyle (\mathbb {R} ,{\mathcal {B}}(\mathbb {R} ),\lambda )}, so ist
{\displaystyle \lim _{n\to \infty }\|f_{n}\|_{\infty }=\lim _{n\to \infty }{\tfrac {1}{n}}=0{\text{ aber }}\lim _{n\to \infty }\|f_{n}\|_{1}=1}.
Der Schluss von der Konvergenz im p-ten Mittel zur gleichmäßigen Konvergenz fast überall ist sowohl in endlichen Maßräumen als auch in allgemeinen Maßräumen im Allgemeinen falsch. Die Funktionenfolge {\displaystyle f_{n}(x)=x^{n}} auf dem endlichen Maßraum {\displaystyle ([0,1],{\mathcal {B}}([0,1]),\lambda )} konvergiert beispielsweise für {\displaystyle p\in [1,\infty )} im p-ten Mittel gegen 0, aber nicht fast überall gleichmäßig gegen 0.

### Schwache Konvergenz inLp
Jede im p-ten Mittel konvergente Folge konvergiert für {\displaystyle p\in [1,\infty )} auch schwach, denn aus der Hölder-Ungleichung folgt für {\displaystyle {\frac {1}{p}}+{\frac {1}{q}}=1}:
{\displaystyle \left|\int _{X}f_{n}g\,\mathrm {d} \mu -\int _{X}fg\,\mathrm {d} \mu \right|\leq \int _{X}|f_{n}-f||g|\,\mathrm {d} \mu \leq \|f_{n}-f\|_{p}\|g\|_{q}},
somit existiert eine konvergente Majorante. Die Grenzwerte stimmen dann überein. Der Satz von Radon-Riesz liefert unter einer Voraussetzung auch die Umkehrung. Er besagt, dass für {\displaystyle p\in (1,\infty )} eine Funktionenfolge genau dann im p-ten Mittel konvergiert, wenn sie schwach konvergiert und die Folge der Normen der Funktionenfolge gegen die Norm der Grenzfunktion konvergiert.